# 邦维莱尔
邦维莱尔（法語：Bonvillers）是法国瓦兹省的一个市镇，属于克莱蒙区（Clermont）布雷特伊县（Breteuil）。该市镇总面积5.86平方公里，2009年时的人口为207人。

## 人口
邦维莱尔人口变化图示